# Thure Ribbing
Thure Ribbing, född 1619 i Vånga socken, död 13 januari 1656 i Vånga socken, var en svensk adelsman och landshövding.

## Biografi
Thure Ribbing föddes föddes 1619 på Grensholm i Vånga socken. Han var son till Sven Ribbing och Metta Rosengren. Ribbing blev 1645 major i Kungliga hovregementet och 1646 överstelöjtnant vid kungliga livregementet. Han blev 1646 kommendant på Varbergs slott och 1650 landshövding i Österbottens län och Västerbottens län. Ribbing fick 1654 avstå tjänsten då Österbotten skulle läggas under Västerbottens hövdingadöme. Han avled 13 januari 1656 på Grensholm i Vånga socken och begravdes i familjegraven i Östra Skrukeby kyrka, där hans vapen sattes upp.
Ribbing ägde gårdarna Grensholm, Ekham i Vassunda socken, Ravnäs i Konungsunds socken och Rosenhov.

### Familj
Ribbing gifte sig  26 oktober 1645 på Frötuna med Maria Kyle (1627–1697). Hon var dotter till landshövdingen Hans Kyle och Vendela Skytte af Duderhoff. De fick tillsammans barnen Hans, Sven Ribbing (1652–1711), Maria (född 1652) och Thure (1654–1697). Efter Ribbings död gifte Maria Kyle som sig med landshövdingen Axel Stålarm.